# 納拉揚甘傑沙達爾烏帕齊拉
納拉揚甘傑沙達爾乌帕齐拉是孟加拉国納拉揚甘傑縣的一个乌帕齐拉，位於達卡专区的納拉揚甘傑縣。。

## 人口
據1991年孟加拉國人口普查，納拉揚甘傑沙達爾共有戶數113,635戶，人口604561人。其中男性佔比55.89%，女性佔比44.11%；成年人口339,155人。該地7歲以上人口之平均識字率為49.6%，高於全國平均值（32.4%）。